# 蕭如薫
蕭 如薫（しょう じょくん、生年不詳 - 1628年）は、明代の軍人。字は季馨。本貫は延安衛。

## 生涯
蕭文奎の子として生まれた。万暦年間、世襲の蔭官により百戸の位を受け、寧夏参将に昇進して、平虜城を守った。
1592年（万暦20年）春、哱拝と劉東暘が寧夏鎮城に拠って反乱を起こした。哱拝の子の哱承恩が玉泉営にいたると、游撃の傅桓が防戦したが、捕らえられた。反乱軍が寧夏中衛と広武にいたると、参将の熊国臣らは城を棄てて逃走し、諸城は反乱軍に下った。反乱側の土文秀が平虜にいたると、ひとり如薫が堅守して下らなかった。如薫の妻の楊氏が牛肉や酒を用意して兵士にふるまった。哱拝の養子の哱雲がオルドス部の著力兎を引き連れて進攻してきた。如薫は南関に伏兵を置き、偽って敗走するふりをして反乱軍を誘い入れると、哱雲は伏兵の射撃を受けて死に、反乱軍は敗退した。さらに如薫は著力兎の陣営を襲撃して、人や家畜の多くを鹵獲した。著力兎が再び来攻したが、麻貴に撃退され、如薫は平虜城を守り切った。その功績を万暦帝に喜ばれ、厚く銀幣を賜り、副総兵の官に抜擢された。6月、如薫は都督僉事として寧夏総兵官とされ、延綏鎮・甘粛鎮・固原鎮の諸援軍を統率した。その秋、李如松らとともに哱拝の乱を平定し、都督同知の代行に進み、錦衣世指揮僉事の世襲を認められた。
1594年（万暦22年）8月、オルドス部のボショクト・ジノンが西方の安辺堡を侵犯し、固原を攻撃した。副将の姜直は防ぐことができず、沙梁から城壁を破壊されて侵入された。ボショクト・ジノンは直進して下馬関を攻撃し、明の内地を1カ月間にわたって荒らしまわった。如薫は責任を問われて免官され、下吏の取り調べを受けた。ほどなく再び寧夏総兵官として復帰し、固原に駐屯し守備した。オルドス部が侵入してくると、これを撃退した。青海部が洮州・岷州を侵犯すると、如薫は臨洮総兵の孫仁とともに防戦し、340人あまりを捕斬し、5000人を降伏させ、馬や武具を鹵獲した。再び寧夏に駐屯した。銀定・歹成がたびたび侵入したが、如薫がいずれも撃退した。薊州総兵官に転じた。長らくを経て、罷免されて帰郷とした。再び総兵官として起用され、延綏に駐屯した。
1621年（天啓元年）、北京に召還されて京師の軍の訓練にあたった。如薫は神機営をつかさどり、天啓帝の謁見を受けて、労をねぎらわれた。1622年（天啓2年）、徐州に出向して駐屯した。まもなく北京に召還され、総兵官として保定に駐屯し守備した。1625年（天啓5年）夏、魏忠賢が楊漣に弾劾され、東林党に対する弾圧が開始されると、如薫は李三才と婚姻関係を結んでいたことから、職を剥奪された。1628年（崇禎元年）、如薫は死去した。

## 家族
祖父
- 蕭漢（涼州副総兵・都督僉事）

父
- 蕭文奎（京営副将・都督同知）

兄
- 蕭如蘭（陝西副総兵・都督僉事・前府僉書）
- 蕭如蕙（寧夏総兵官・都督同知）
- 蕭如芷（提督南京教場・都督僉事）

妻
- 楊氏（工部尚書の楊兆（中国語版）の娘）